# 尤爾灣

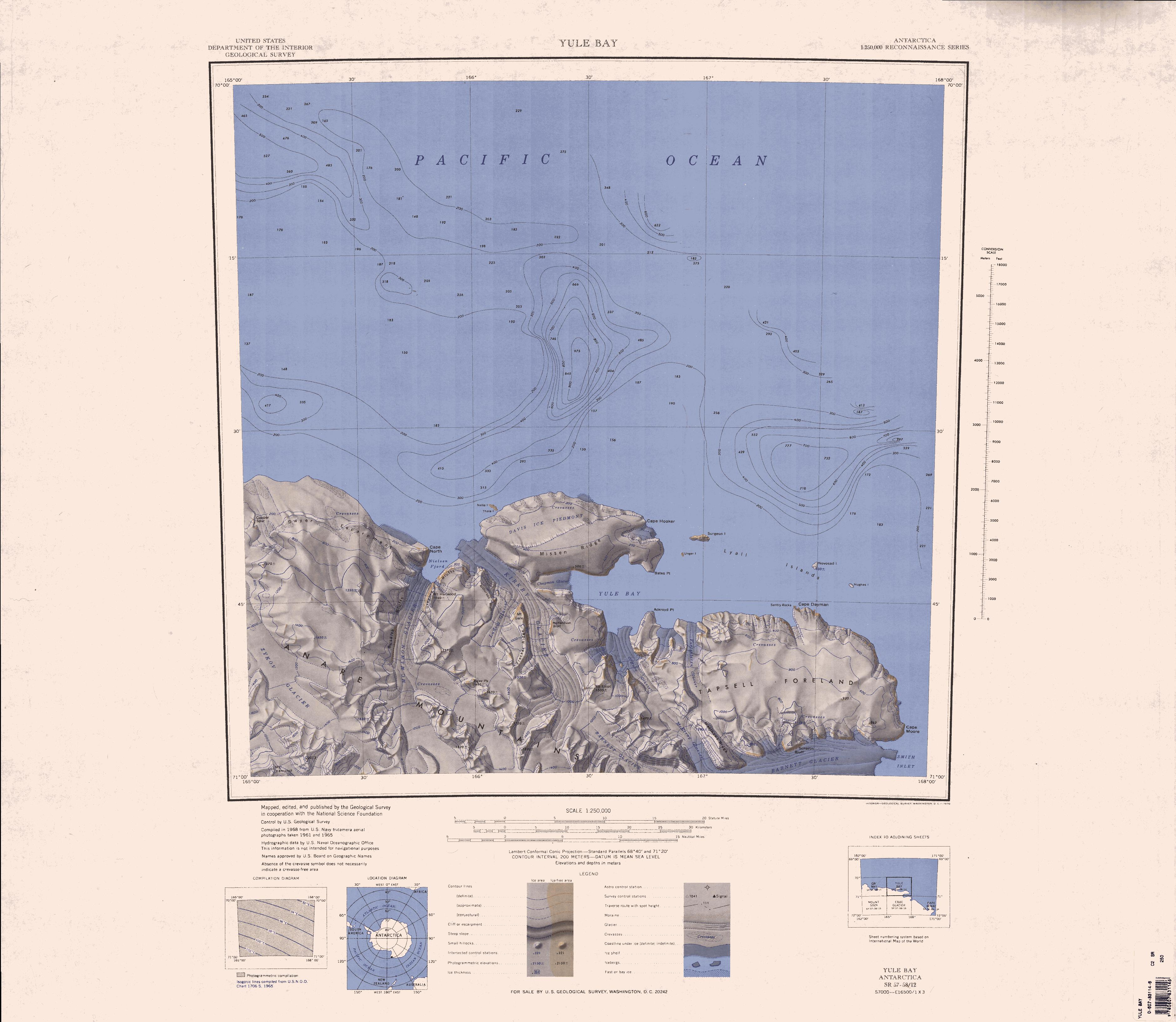

尤爾灣是南極洲的海灣，位於維多利亞地北岸，處於胡克角和代曼角之間，該海灣在1841年由英國探險家發現，現時由南極條約體系管理。
70°44′S 166°40′E / 70.733°S 166.667°E